# Hapax

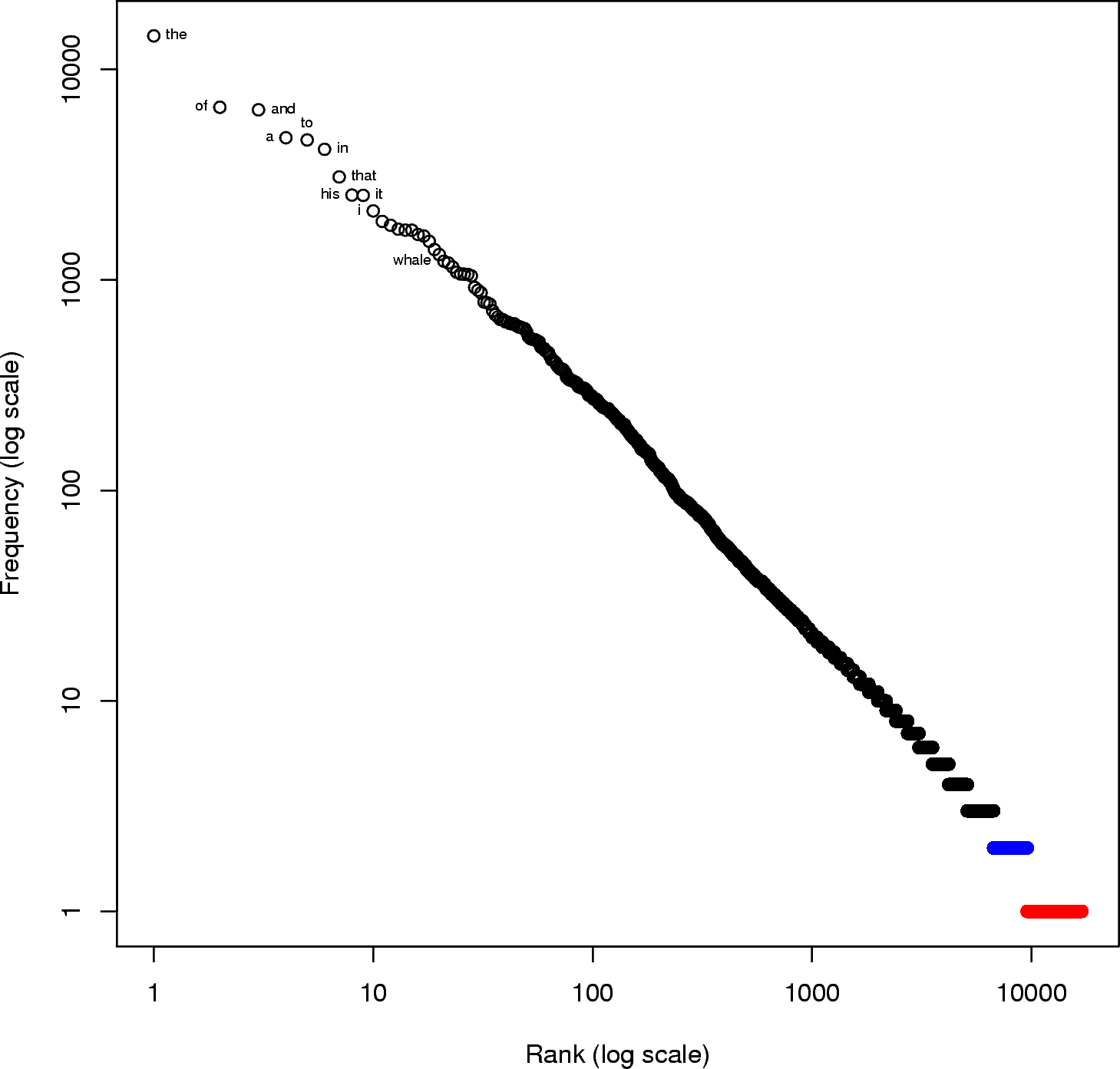
Grafiek van het verband tussen het rangnummer en de frequentie van woorden in de roman Moby-Dick. Ongeveer 44% van de verschillende woorden in deze roman, zoals het woord "matrimonial", komen slechts eenmaal voor, en zijn dus hapax legomena. Ongeveer 17% van de woorden, bijvoorbeeld "dexterity", komt twee keer voor (dis legomena, blauw in de grafiek). Volgens de Wet van Zipf zullen de woorden in deze dubbellogaritmische grafiek bij benadering op een rechte lijn liggen.

Met de Griekse term hapax (vollediger: hapax legomenon, transliteratie van de Griekse woorden ἅπαξ = "eenmaal" en λεγόμενον = "wat gezegd wordt", in het meervoud: hapax legomena) wordt een woord of andere taalvorm aangeduid die in een tekst of in een compleet taalcorpus of zelfs binnen een taal slechts één keer voorkomt, dat wil zeggen een slechts eenmaal en niet herhaalde uitgesproken of opgetekende taaluiting. Oorspronkelijk werd dit speciaal gezegd van woorden uit het werk van Homerus. In Homerische woordenboeken staan hapaxen vaak met een speciaal teken aangeduid; in de regel is de betekenis van het woord niet zeker.

## Voorbeelden
De Middelnederlandse Ferguut bevat bijvoorbeeld enkele hapaxen:
- hancharich - met loshangende haren
- baeshudich - dikhuidig (vermoedelijk)
- tintelen - trillen
- vroewaken - vroeg wakker zijn

Enkele andere Nederlandse hapaxen zijn:
- buucksparich - te zuinig om veel aan eten uit te geven
- jammerhertich - zwaar aangedaan[3]
- vercrevelsterten - vergaan van verlangen naar seks
- wimpelgrinen - met de ogen twinkelen[3]

Het woord honorificabilitudinitatibus wordt wel de beroemdste hapax legomenon in het werk van William Shakespeare genoemd. Het woord is ook door andere schrijvers gebruikt, maar bij Shakespeare komt het alleen voor in Love's Labour's Lost.